# Kietrz (stacja towarowa)
Kietrz – zamknięta stacja techniczna położona w Kietrzu, w województwie opolskim. Stacja nie jest eksploatowana w ruchu pasażerskim.

## Historia
Stacja Kietrz została oddana do użytku w 1896 roku wraz z otwarciem linii kolejowej nr 194: Pietrowice Wielkie – Kietrz. Do 1945 roku stacja nosiła nazwę Katscher. Ruch pasażerski na stacji wstrzymano w 1993 roku, a posterunek jest obecnie zamknięty. Budynek stacyjny został zamieniony na lokal mieszkalny (centralna część) i biurowy (niższa część – na lewo od środkowej części budynku, patrząc od strony peronów). Część magazynowa została zburzona wiosną 2008 roku.

## Galeria

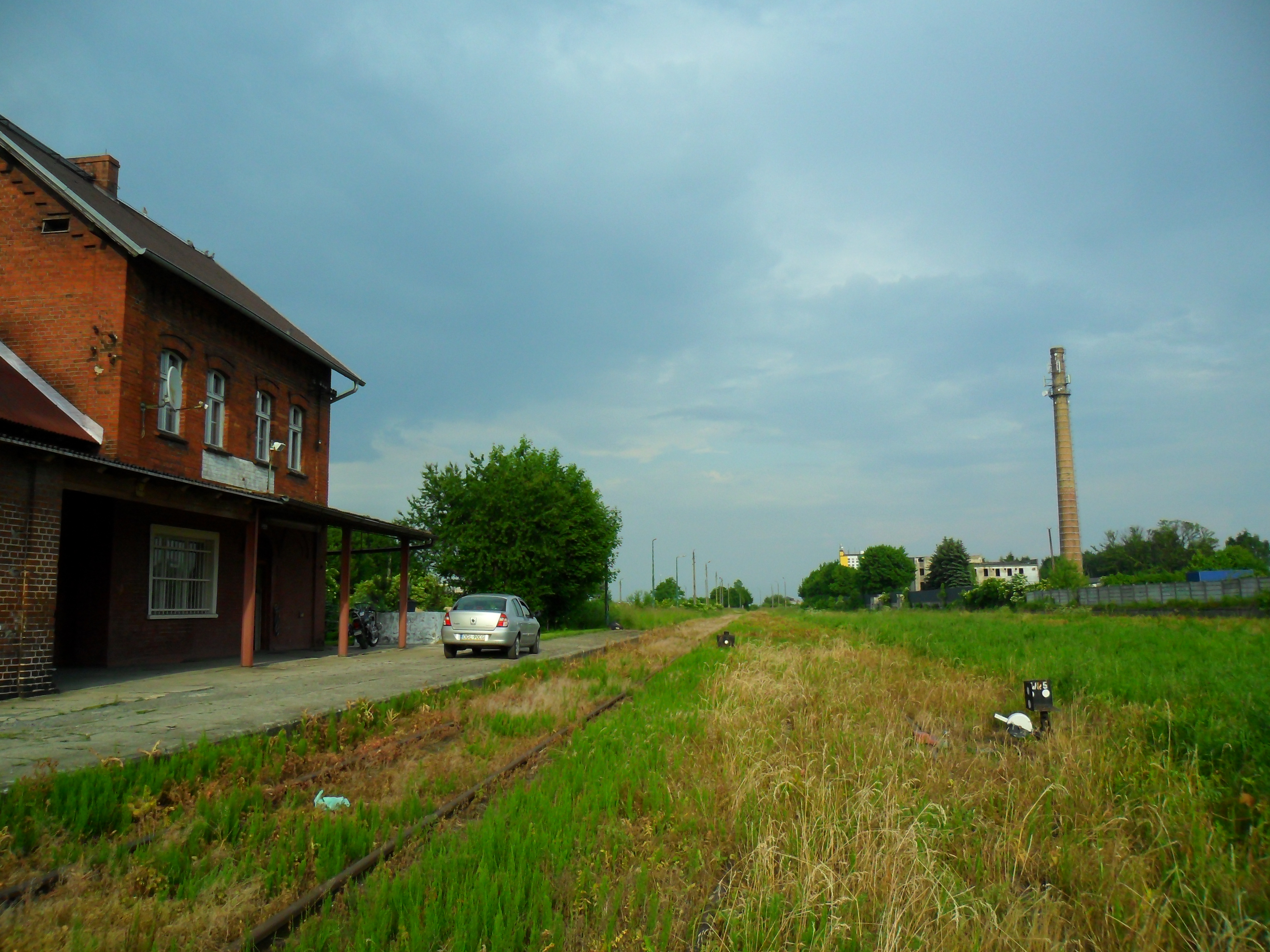
Widok w stronę Pietrowic Wielkich
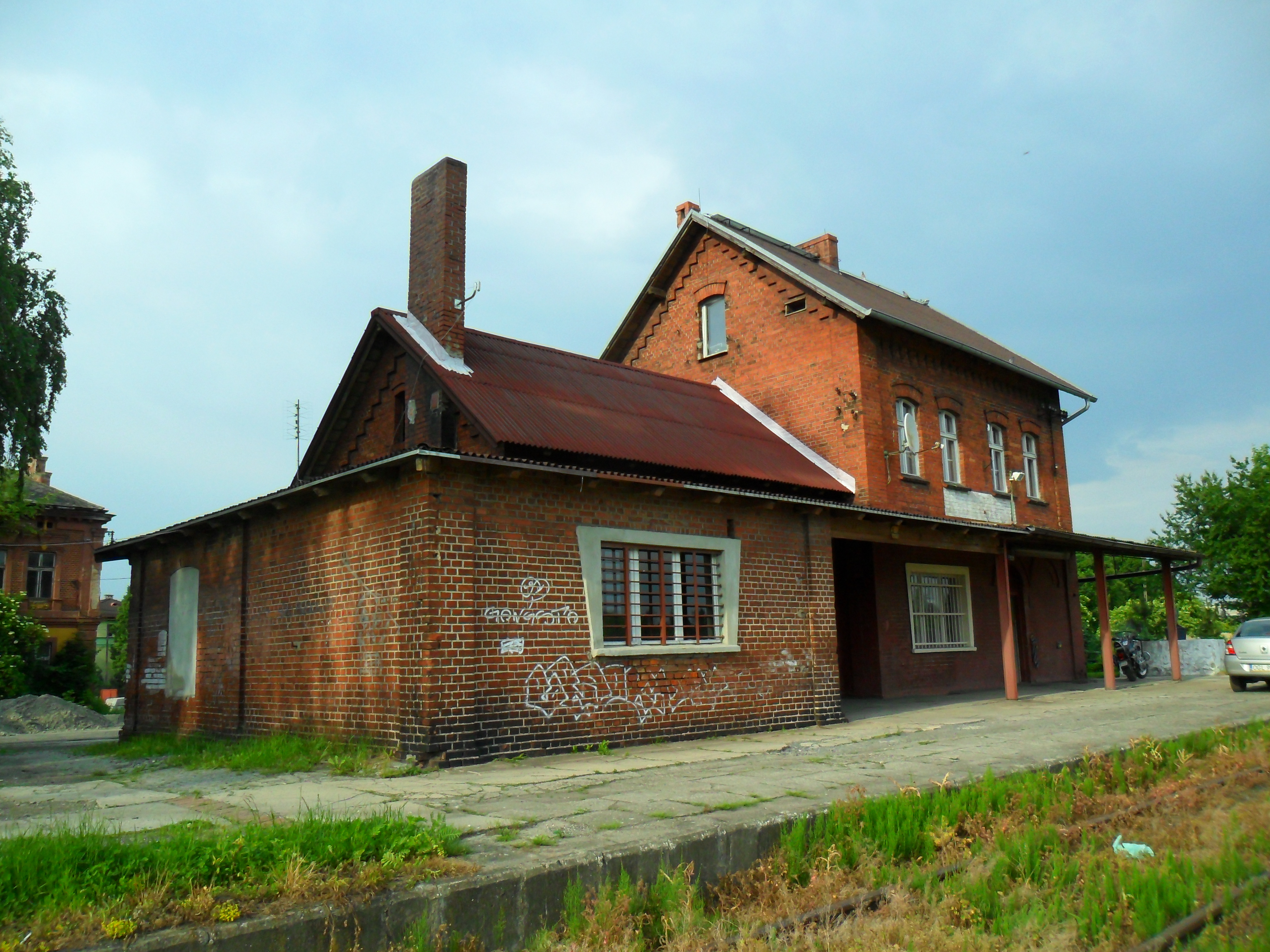
Budynek dworca. Widok od strony torów
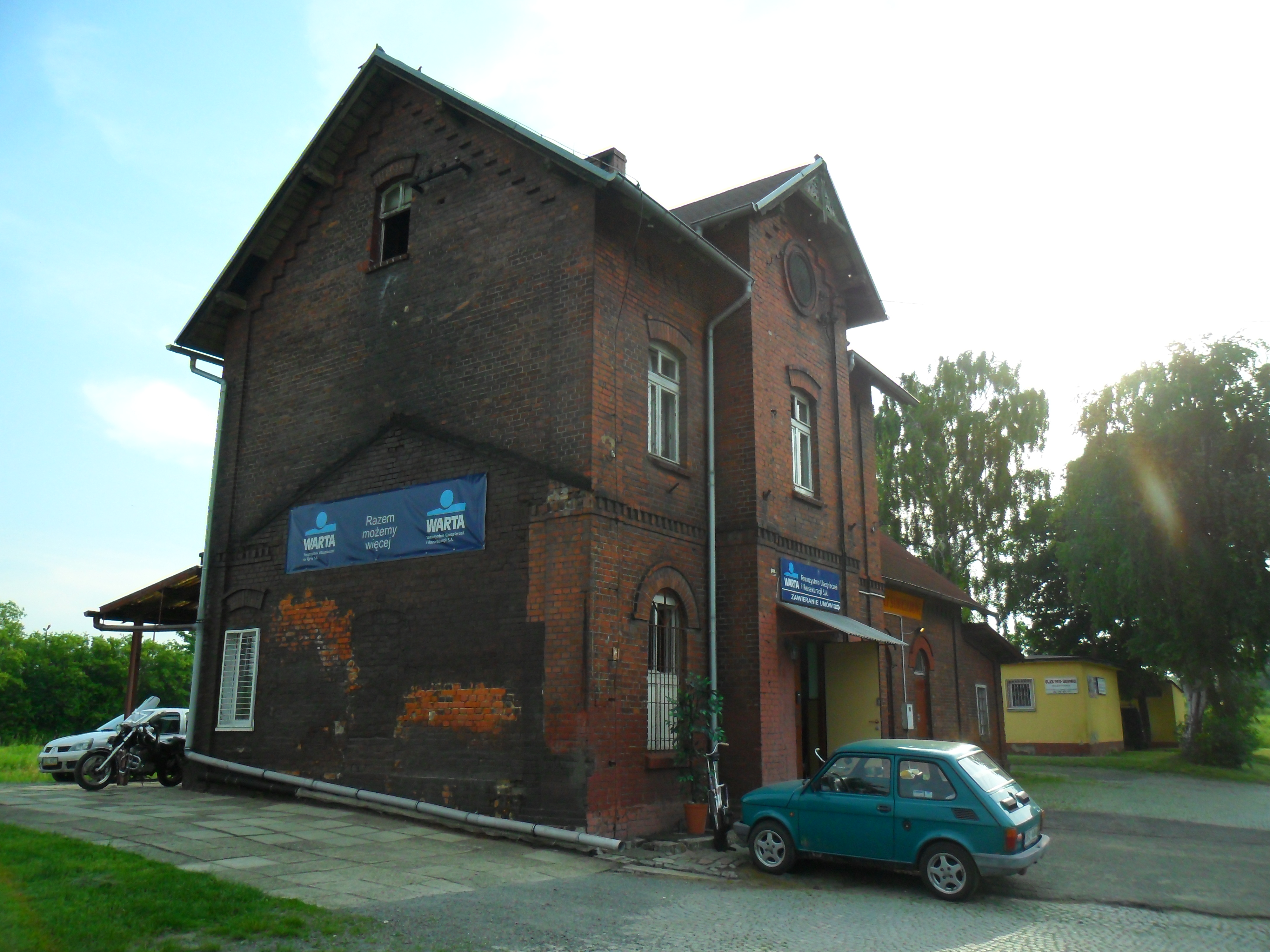
Budynek dworca. Widok od strony ulicy Wojska Polskiego
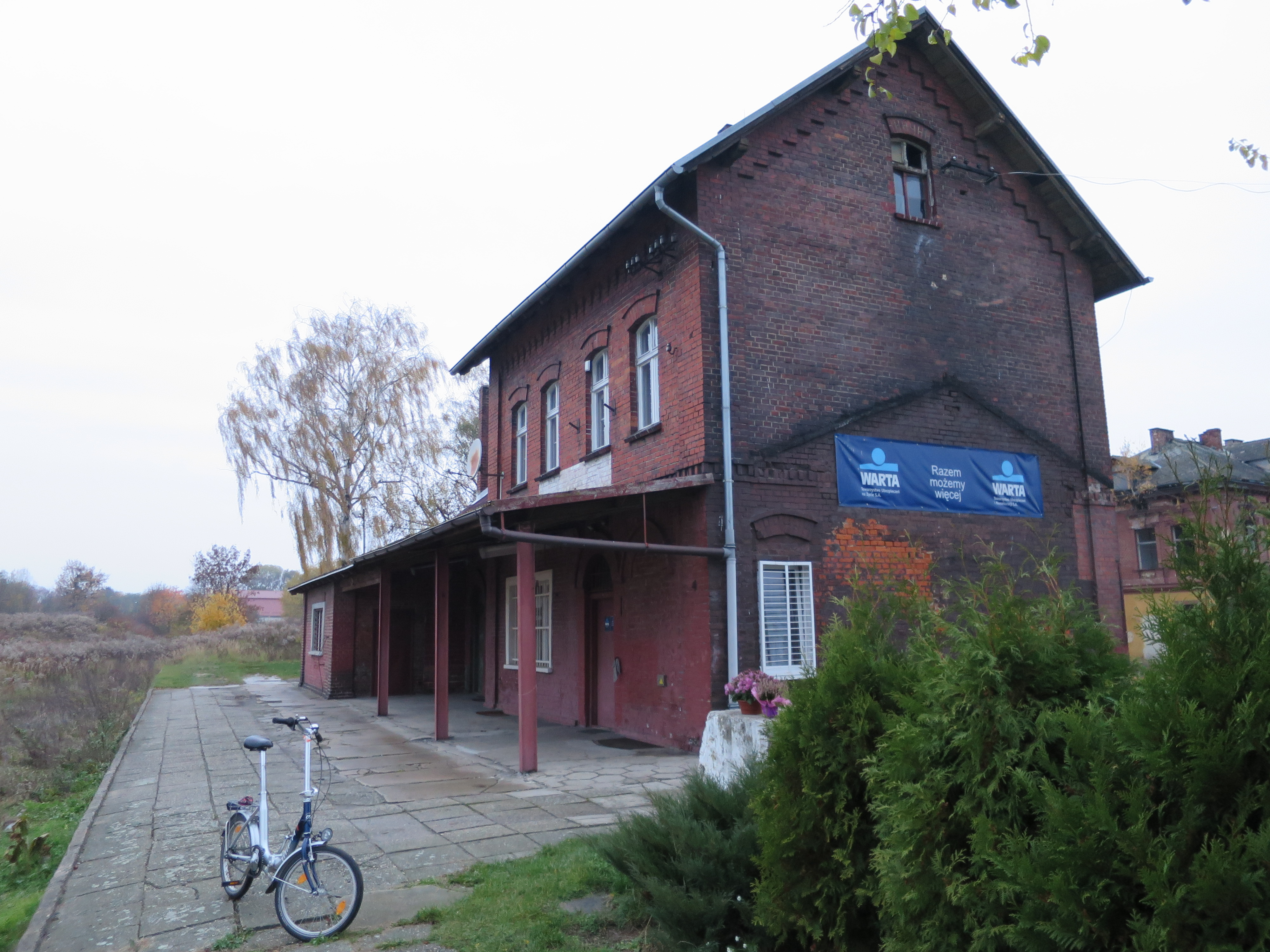
Budynek dworca. Widok od strony torów
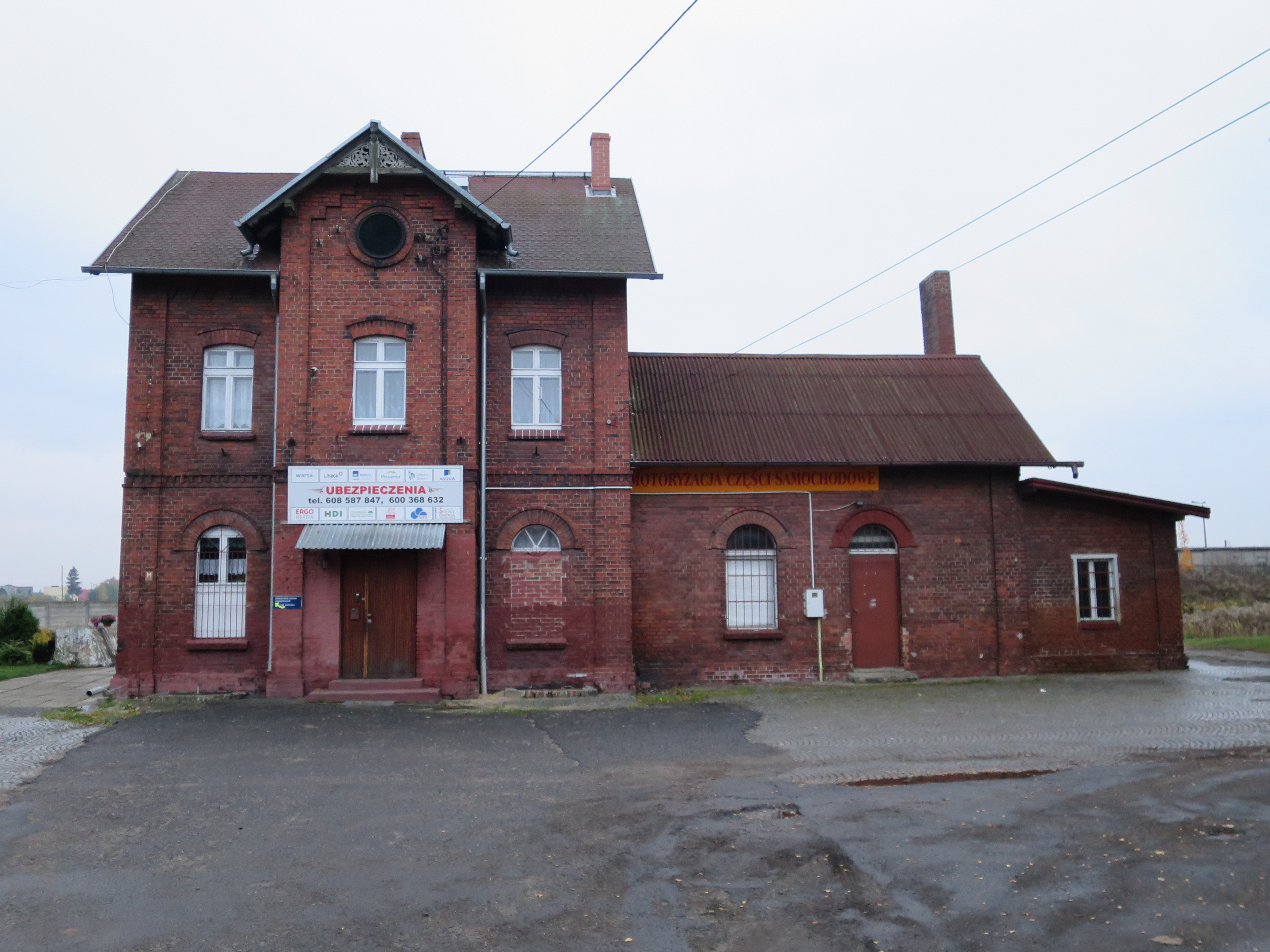
Budynek dworca. Widok od strony ulicy Wojska Polskiego
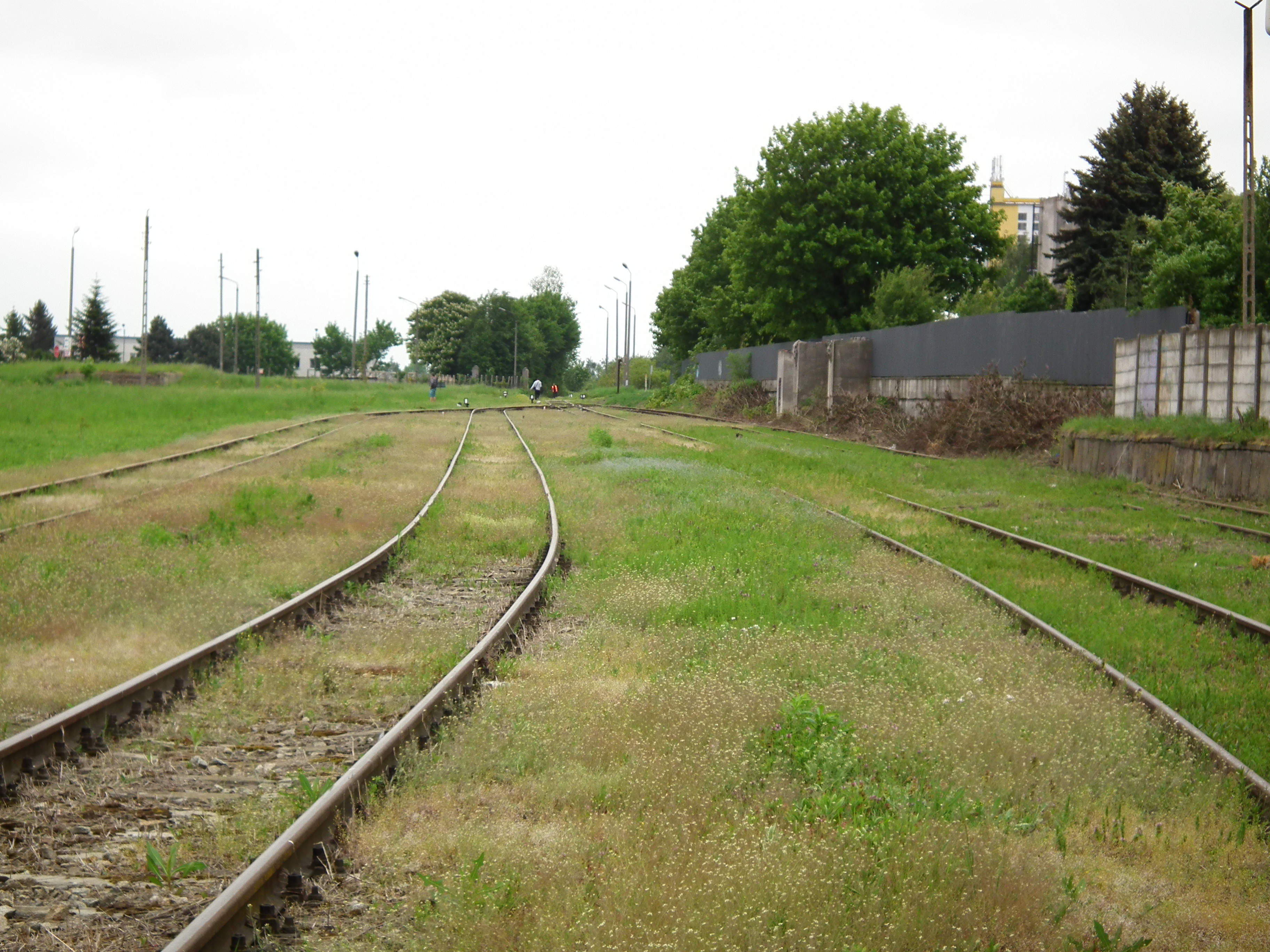
Tory stacyjne
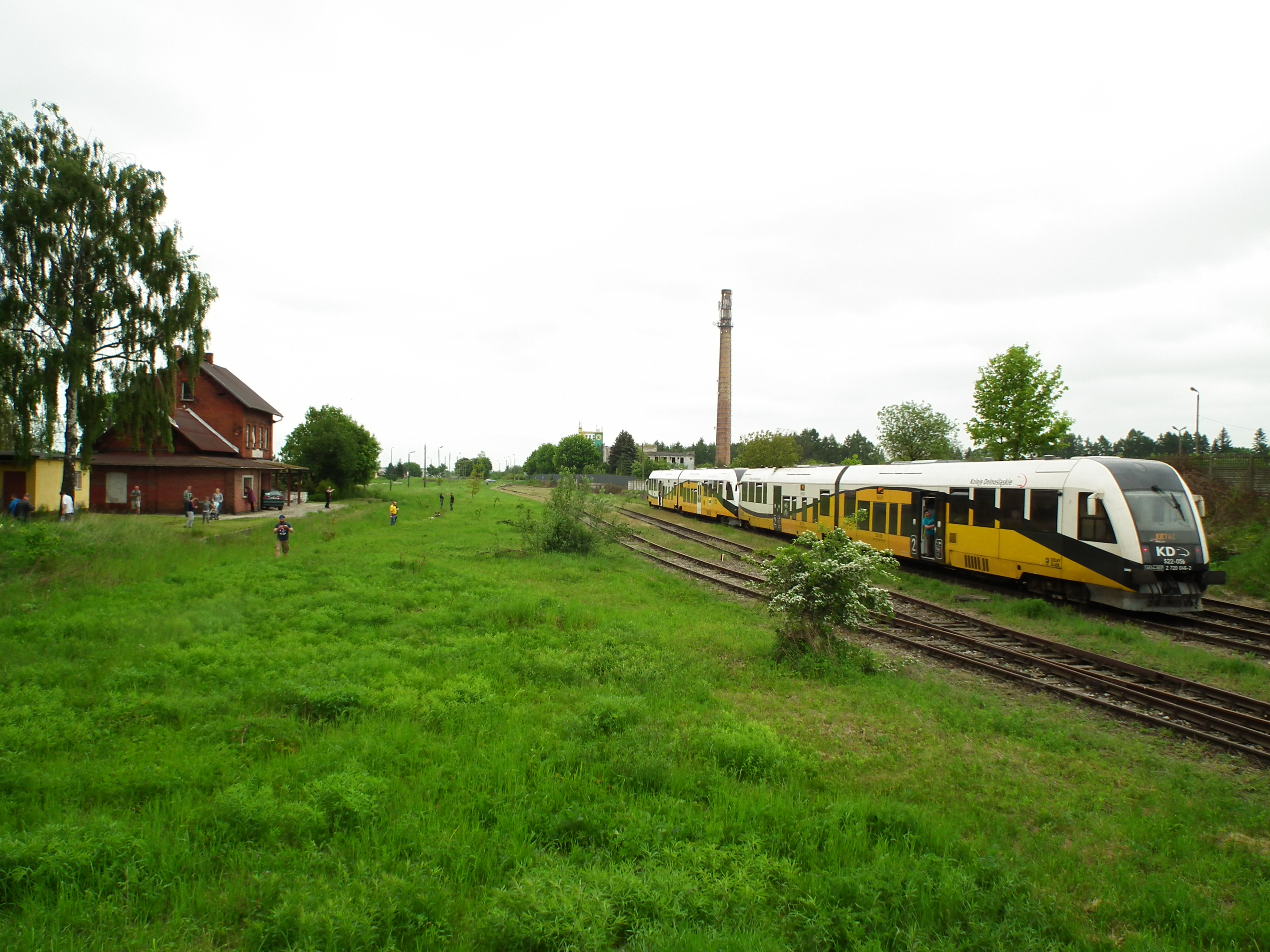
Skład specjalny Kolei Dolnośląskich „Opolskie Zakamarki” na stacji
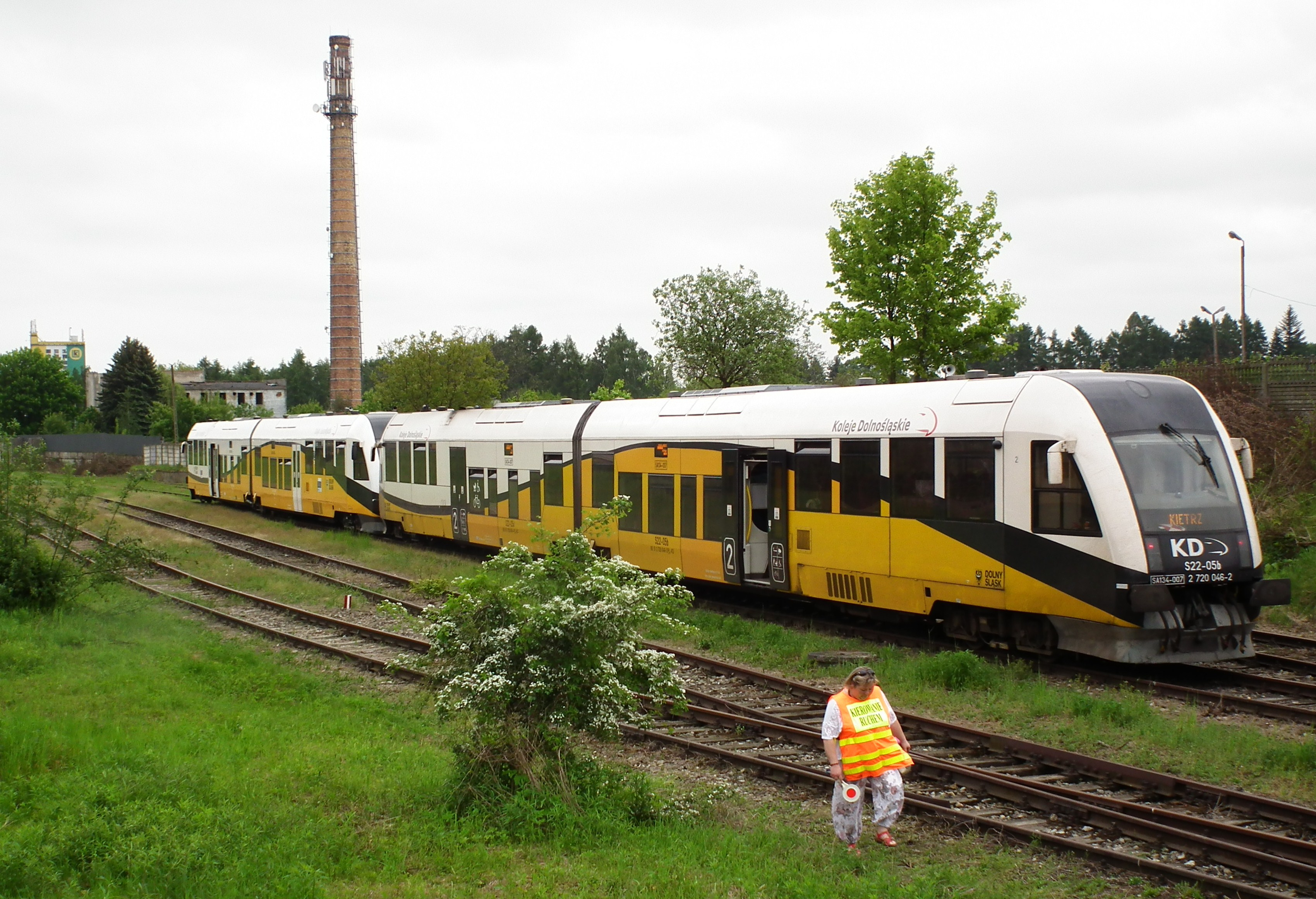
Skład specjalny Kolei Dolnośląskich „Opolskie Zakamarki” na stacji